# Varanus priscus
El megalania ("gran errante"; del griego Μέγας "grande" + ἀλαίνω "deambular"), Varanus priscus, es una especie extinta de la familia Varanidae. Era un gigantesco varano parte de un conjunto megafaunístico que habitó en Australia meridional, durante el período Pleistoceno  entre hace 40 000 a hasta hace unos 30 000 años. Los primeros pobladores aborígenes de Australia pueden haberse encontrado con poblaciones de Megalania.

## Taxonomía

### Confusión etimológica

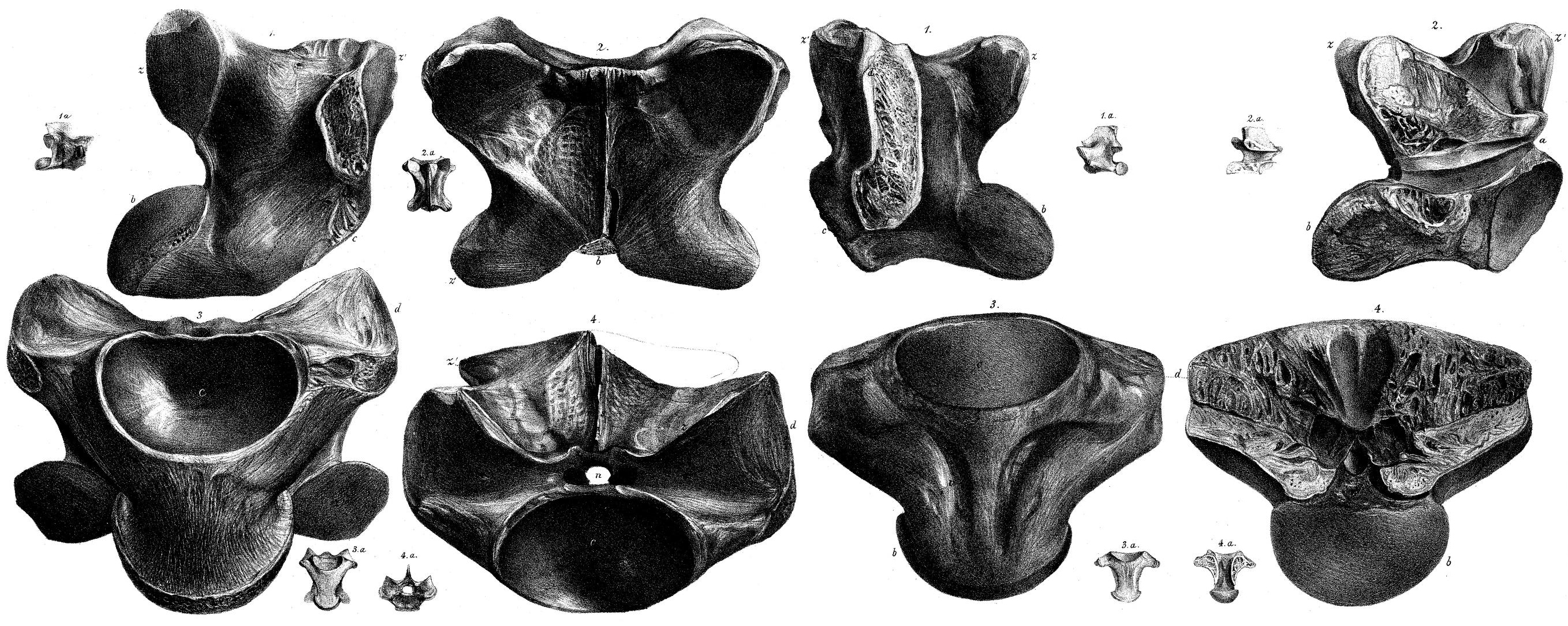
Ilustración original de las vértebras dorsales y cervicales (1859).

El nombre Megalania prisca fue acuñado por Sir Richard Owen con el significado de "gran errante antiguo"; el nombre trataba de "referenciar la naturaleza terrestre del gran saurio". Owen usó una modificación de la palabra griega ἠλαίνω ēlainō ("[yo] deambulo"). La similitud de esta con la palabra latina lania (forma femenina de "carnicero") ha dado como resultado en que numerosas descripciones taxonómicas y populares de Megalania traduzcan mal su nombre como "gran carnicero antiguo".

### Megalaniavs.Varanus
Megalania prisca fue clasificado en principio en su propio género monotípico. Su estatus como género válido sigue siendo controvertido, ya que muchos autores prefieren considerarlo un sinónimo más moderno de Varanus, el cual abarca a todos los lagartos varanos actuales. Ya que el género de los nombres Megalania y Varanus son diferentes (femenino y masculino, respectivamente), el epíteto prisca cambia a priscus (de acuerdo con el Código de la ICZN).
El género Megalania es incluido como un sinónimo de Varanus por varios investigadores debido a las relaciones internas de las muchas especies dentro de Varanus; M. prisca está muy cercanamente relacionado con los otros varanos australianos clasificados como Varanus, por lo que excluir a M. prisca de Varanus haría que este último género se convirtiera en una agrupación no natural. Ralph Molnar señaló en 2004 que, incluso si las especies del género Varanus fueran divididas en los grupos actualmente designados como subgéneros, V. priscus aún sería clasificado dentro de Varanus, porque ese es el subgénero en uso para todos los varanos australianos, siendo igual al nombre del género del grupo. A menos que estas especies de varanos australianos sean clasificadas cada una en sus propios géneros, Megalania no será un nombre válido de género. Sin embargo, Molnar señaló que "megalania" es un término apropiado no para ser usado como el nombre científico, sino el nombre común para la especie Varanus priscus.

### Filogenia
Varios estudios han intentado establecer la posición filogenética de megalania dentro de Varanidae. Una afinidad con el perentie, el mayor lagarto actual de Australia, se ha sugerido basándose en la morfología de la bóveda craneal. El más reciente estudio comprehensivo propone una relación de taxón hermano con el dragón de Komodo basándose en similitudes neurocraneales, siendo el varano arborícola el pariente australiano más cercano. Por el contrario, el perentie es considerado como más cercanamente relacionado al varano de arena y al varano de Argus.

## Tamaño

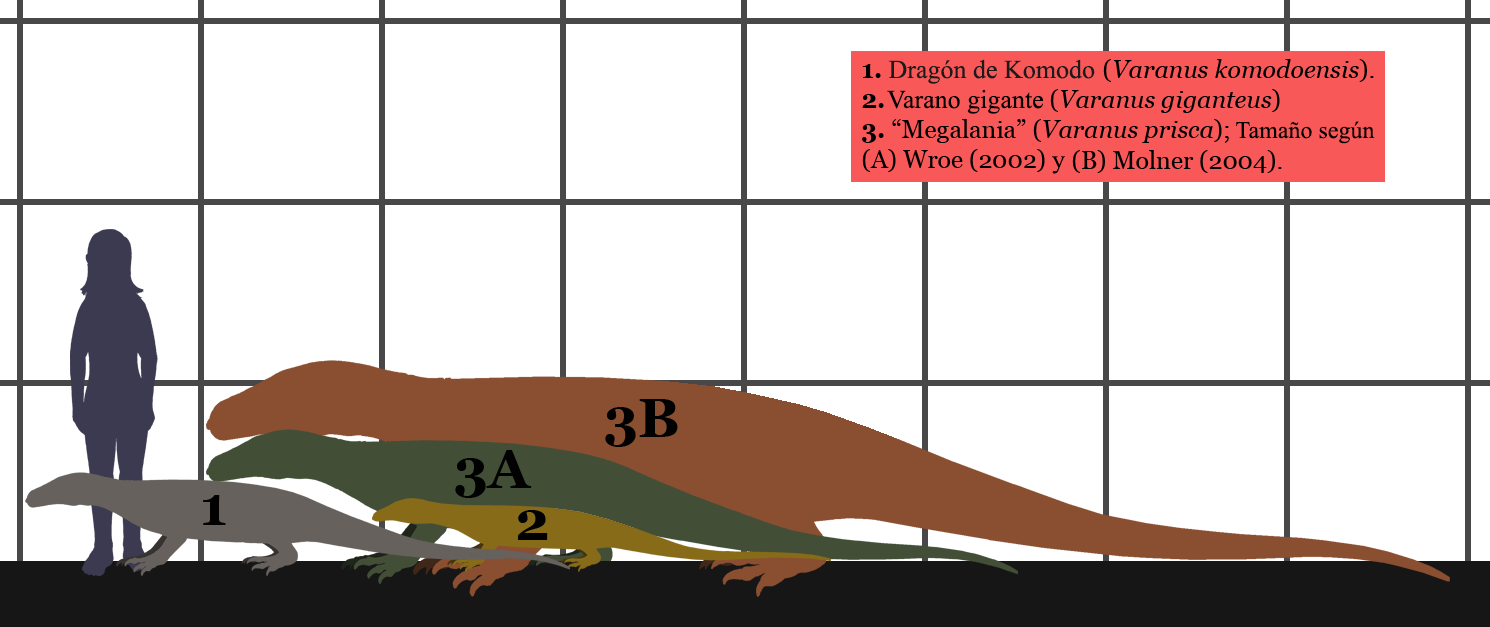
Dos estimaciones de tamaño de megalania, comparado con varanos actuales y un humano.

La falta de esqueletos fósiles completos o casi completos ha hecho difícil determinar las dimensiones exactas de megalania. Las primeras estimaciones situaban la longitud de los mayores individuos en 7 metros, con un peso de entre 600 a 620 kilogramos. Sin embargo, estudios más recientes y rigurosos han determinado resultados muy distintos el uno del otro. 
En 2002, Stephen Wroe sugirió que el megalania tenía una longitud máxima de 4.5 metros y un peso de 331 kilogramos, mientras que su longitud promedio pudo haber sido de 3.5 metros, y un peso corporal promedio que habría estado entre los 97 a 158 kilogramos. Él concluyó que los primeros estimativos que alcanzaban longitudes de 6 metros o más y un peso de varias toneladas eran exageraciones basadas en metodologías defectuosas. Un estudio publicado en 2009 que utilizaba las estimaciones de tamaño de Wroe y un análisis de otras 18 especies de lagartos dentro del género Varanus estimó una velocidad a la carrera para V. priscus de 2.6 - 3 m/s. Esta velocidad es comparable a la del actual cocodrilo de agua dulce, (Crocodylus johnstoni).

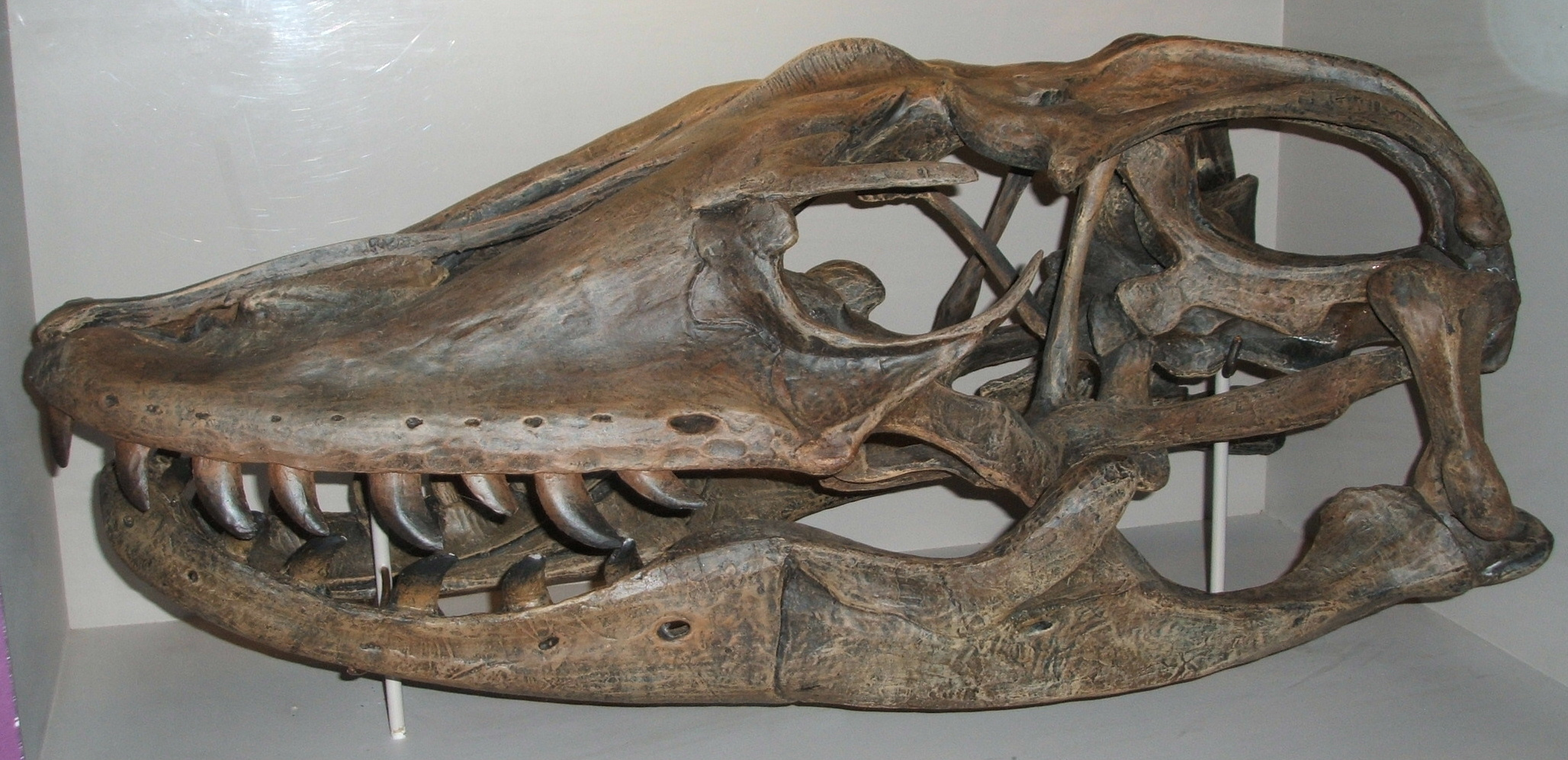
Cráneo de megalania, de cerca de 74 centímetros de largo, en el Museo de Ciencias de Boston

Sin embargo, Ralph Molnar en 2004 determinó un rango de tamaños potenciales para megalania (a través de extrapolarlos a partir de las vértebras dorsales, tras determinar la relación entre la longitud de la vértebra dorsal y la longitud corporal total). Si tenía una larga cola delgada como el varano arborícola (Varanus varius), entonces pudo haber alcanzado una longitud de 7.9 metros, mientras que si sus proporciones de la cola al cuerpo era más similares a las del dragón de Komodo, entonces una longitud de cerca de 7 metros es más probable. Tomando una longitud máxima de 7 metros, él estimó un peso de hasta 1940 kilogramos, con un promedio más bajo de 320 kilogramos.

## Paleobiología

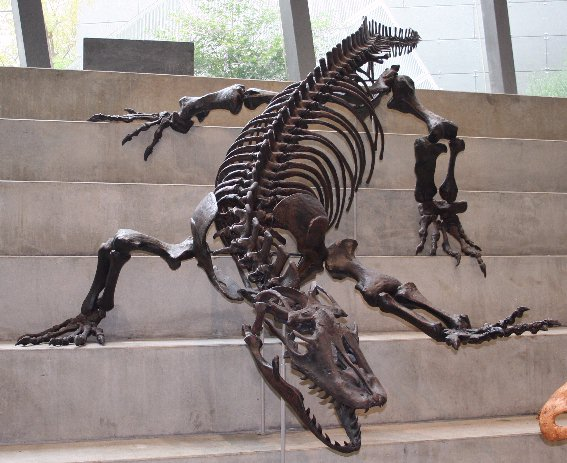
Esqueleto de megalania reconstruido en el Museo de Melbourne.

Megalania es el mayor lagarto terrestre conocido que haya existido. Al juzgar por su tamaño, megalania pudo haberse alimentado mayormente de animales de talla media a grande, incluyendo a algunos marsupiales gigantes como Diprotodon junto con otros reptiles, pequeños mamíferos, y aves y sus huevos y polluelos. Su cuerpo y extremidades eran de constitución robusta y tenía un gran cráneo con una cresta pequeña entre los ojos, y una mandíbula llena de dientes aserrados en forma de cuchillo.
Algunos científicos consideran con escepticismo que la idea de que megalania era el único, o incluso el principal depredador de la megafauna australiana del Pleistoceno. Ellos señalan que mientras que se ha identificado que el "león marsupial" (Thylacoleo carnifex) consumió a mamíferos del Pleistoceno muy grandes, no existen ejemplos similares para el megalania. Adicionalmente, se ha señalado que los fósiles de megalania son extremadamente poco frecuentes, en contraste con la amplia distribución de Thylacoleo carnifex a través de los depósitos pleistocénicos australianos.
Se ha sugerido que si se quisiera reconstruir los ecosistemas que existían antes de la llegada de los humanos a Australia, podría ser deseable introducir dragones de Komodo como reemplazo de megalania.

### Veneno
Los estudios han mostrado que otros miembros del género Varanus, como el dragón de Komodo y el varano arborícola, poseen glándulas venenosas a lo largo de la línea mandibular. Se ha sugerido que es posible que otros varánidos, incluyendo a Megalania, probablemente posean glándulas similares. Sí esto fuera así, Megalania habría sido el mayor vertebrado venenoso conocido.

## Presunta supervivencia actual
Aunque existen reportes ocasionales de Australia y Nueva Guinea sobre lagartos gigantes similares al megalania, estos reportes comenzaron solo después de que el megalania fuera descrito y se integrara al conocimiento público. No existe evidencia científica creíble de la existencia de una población sobreviviente.

## En la cultura popular
Megalania aparece en la serie documental de la BBC Monsters We Met.